# Tele-Aid
TELE AID ist das Notruf- und Assistenzsystem von Mercedes-Benz. Es wurde erstmals in der Mercedes-Benz S-Klasse (W 140) ab 1996 eingesetzt. Derzeit (Stand: 2009) ist Tele Aid nur in den nordamerikanischen Märkten USA und Kanada erhältlich, nachdem es im Jahre 2005 von den anderen Märkten verschwand.
Tele Aid wird realisiert über ein werkseitig fest verbautes Telefon- und GPS-System. Das System ist durch redundante Telefonantennen, ein eigenes Audiosystem, sowie eine direkte Verdrahtung zum Airbagsteuergerät so konstruiert, dass es auch nach schweren Unfällen noch funktionstüchtig ist. Das GPS-System übermittelt die Geokoordinaten via SMS bei Auslösung an die Servicezentrale. Zudem werden Daten zu Fahrzeugtyp, Farbe, sowie Sitzbelegung ebenfalls übermittelt. Die Servicezentrale nimmt nun Sprechkontakt mit den Fahrzeuginsassen auf und alarmiert – wenn nötig – die notwendigen Einsatzkräfte (Ambulanz, Polizei, Feuerwehr oder Pannenhelfer). Die Servicezentrale ist 24 Stunden an jedem Tag im Jahr besetzt.

## Tele Aid Dienste
Alle Dienste erfolgen mit automatischer Übermittlung der GPS-Daten zur Standortlokalisierung per SMS
- Automatischer Notruf bei Airbagauslösung
- Manueller Notruf über Taste in der Dachbedieneinheit
- Pannenhilferuf über Taste in der Dachbedieneinheit
- Auskunftsdienst über Taste in der Dachbedieneinheit (incl. Versenden von Navigations-Zielen)
- Fahrzeugverfolgung via GPS nach einem polizeilich gemeldeten Fahrzeugdiebstahl oder Auslösung der Alarmanlage
- Fahrzeugfernentriegelung durch die Servicezentrale nach Aussperren oder Schlüsselverlust
- Fahrzeugfernverriegelung durch die Servicezentrale bei Unsicherheit, ob Fahrzeug verriegelt wurde
- Ferndiagnose im Pannenfall

## Andere Hersteller
Ähnliche Dienste anderer Hersteller sind zum Beispiel:
- Audi und Volkswagen Telematic
- BMW Assist
- Citroën Notruf / Assistance
- General Motors On Star
- Volvo On Call